# ژان آلامبر
ژان آلامبر (به فرانسوی: Jean Alambre) نویسنده قرن بیستم میلادی اهل فرانسه است.